# Ben Vrackie
Ben Vrackie (gelegentlich auch Ben Y Vrackie, schottisch-gälisch: Beinn a’ Bhreacaidh) ist ein 841 m ASL (2759 ft) hoher Berg in der schottischen Council Area Perth and Kinross. Er liegt in den Highlands in der traditionellen Grafschaft Perthshire und ist als Corbett und Marilyn klassifiziert.

## Beschreibung
Ben Vrackie erhebt sich rund fünf Kilometer nördlich der Kleinstadt Pitlochry, als deren Hausberg er gilt, und 3,6 km östlich des Passes von Killiecrankie.
Nach Nordwesten läuft er in den 722 m ASL hohen Nebengipfel Meall an Daimh aus, nach Osten in den 776 m ASL hohen Carn Geal. Die Südwestseite fällt steil zum kleinen Stausee Loch a’ Choire ab. Etwa oberhalb der 700-m-Höhenlinie ist das Gelände felsig mit subalpinem Charakter.
Auf dem Gipfel steht eine aus Naturstein gemauerte Säule mit einer Aussichtstafel.
Der gälische Name bedeutet „Berg mit Flecken“.

## Natur
Das Ben-Vrackie-Massiv ist als Site of Special Scientific Interest (SSSI) geschützt. An den Hängen ist das Schottische Moorschneehuhn (Lagopus lagopus scotica) heimisch, außerdem leben hier der Rothirsch und der Schneehase.

## Besteigung
Der Staudamm des Loch a’ Choire ist von Pitlochry und von Killiecrankie aus auf Fußwegen erreichbar. Von dort führt ein steiniger, aber problemlos gehbarer Bergpfad auf den Gipfel.
Die Besteigung des relativ leichten Berges mit weiter Aussicht gehört für viele Besucher der Gegend zum Pflichtprogramm.